# Eutrochium
Eutrochium — род многолетних растений семейства Астровые, или Сложноцветные, распространённых в восточных областях Северной Америки.
Род включает в себя все североамериканские виды с окрашенными цветками, ранее входившие в род посконник (Eupatorium).
Данные молекулярных исследований позволяют предположить, что род посконник возник в Северной Америке, позже разделился на три морфологические группы видов: Eutrochium, Traganthes и Uncasia. Группа Uncasia в период с конца миоцена до раннего плиоцена мигрировала в Евразию по Беринговому перешейку.

## Описание

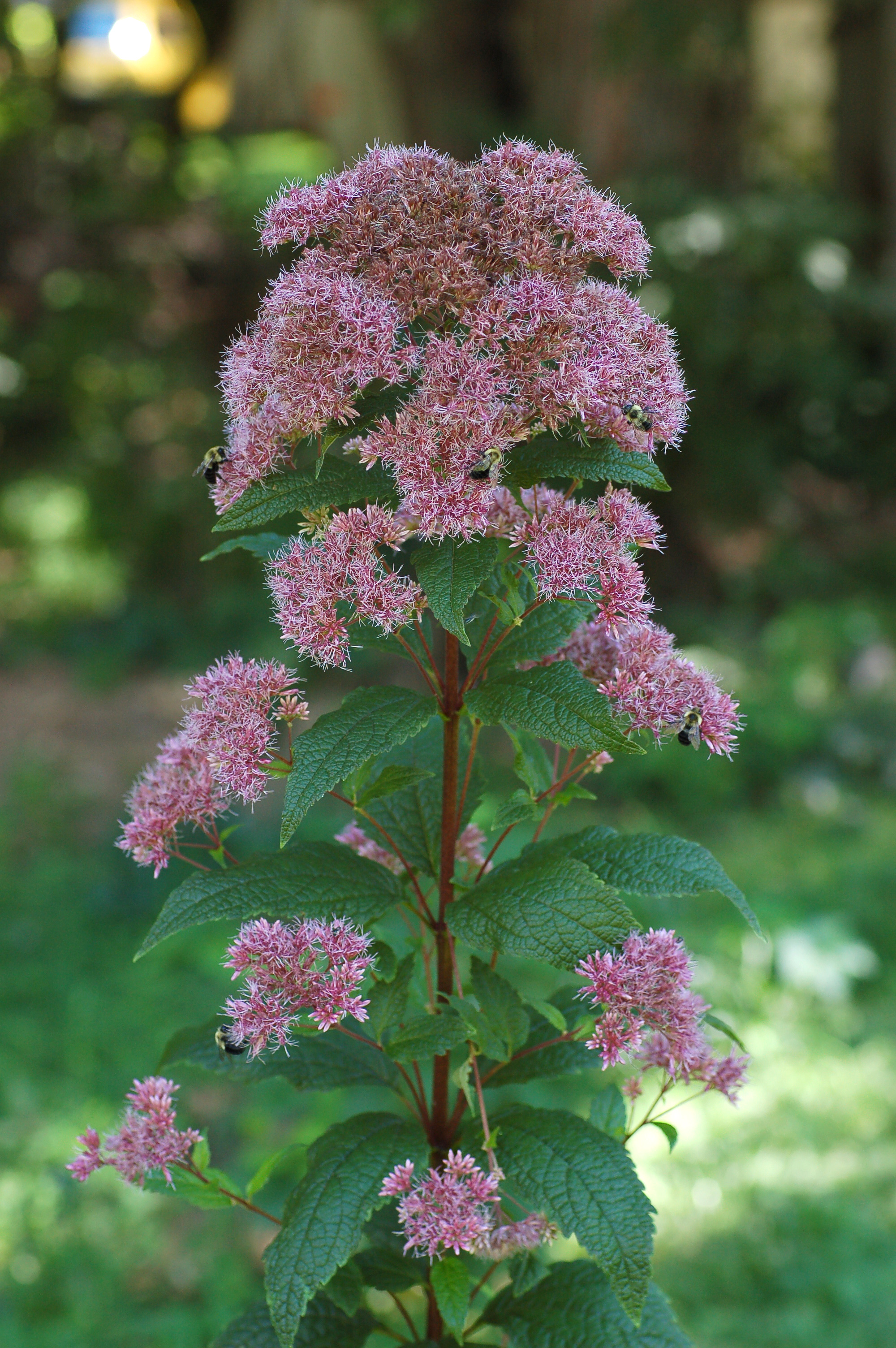
Eupatorium dubium 'Little Joe'

Стебли — прямостоячие, неразветвлённые, 30—350 см высотой. Междоузлия обычно короче листьев.
Листья основном стеблевые, расположены обычно мутовчато (3-7 на узел), редко супротивно, копьевидно-эллиптические, ланцетные, ланцетно-яйцевидные или яйцевидные, края пильчатые.
Цветки по 4—22 в соцветии. Венчики обычно пурпурные или розоватые, редко белые.
Плод — семянка.

## Виды
По данным The Plant List:
- Eutrochium dubium (Willd. ex Poir.) E.E.Lamont
- Eutrochium fistulosum (Barratt) E.E.Lamont
- Eutrochium maculatum (L.) E.E.Lamont
- Eutrochium purpureum (L.) E.E.Lamont
- Eutrochium steelei (E.E.Lamont) E.E.Lamont

## В культуре

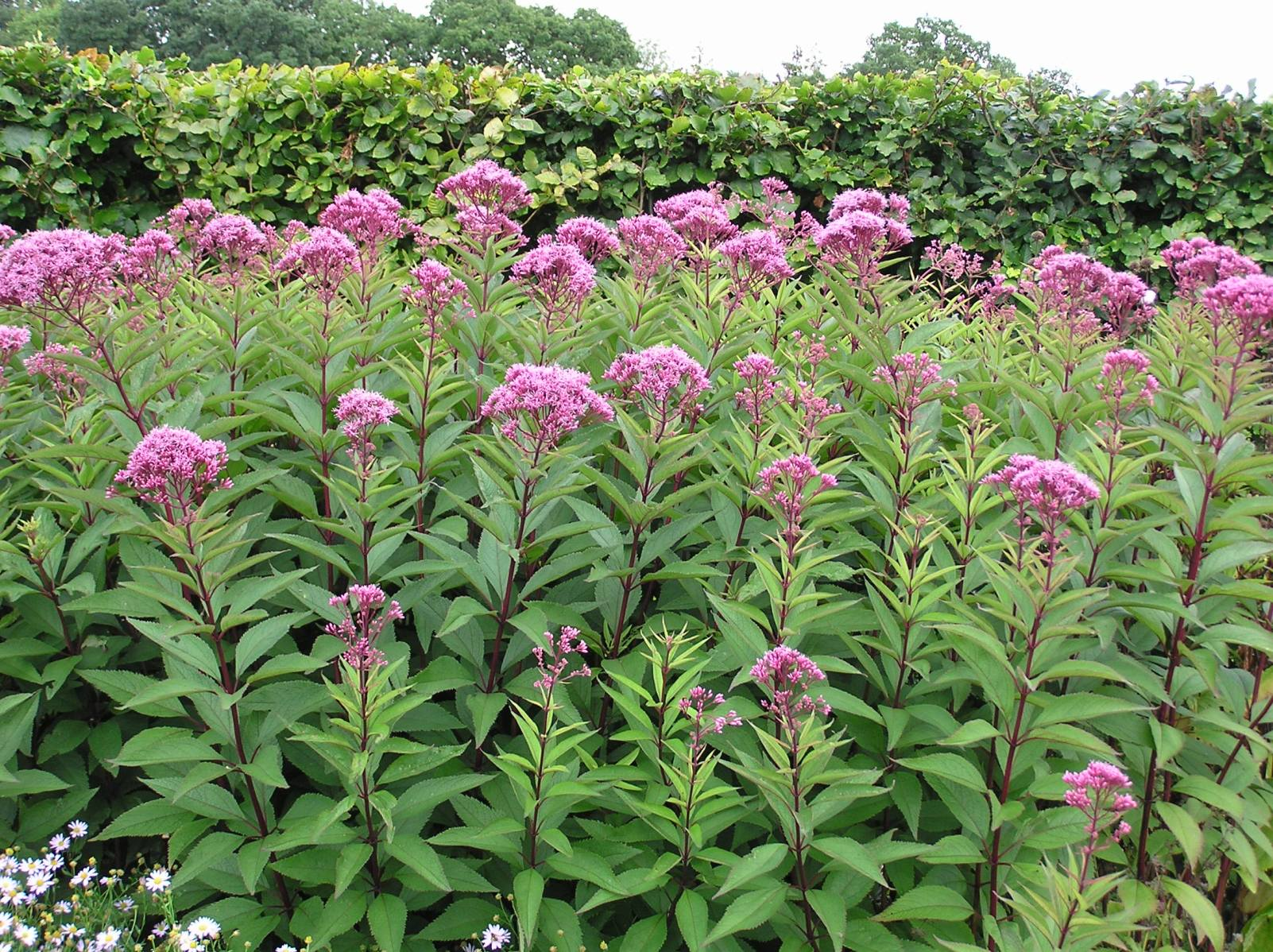
Eupatorium purpureum

Виды рода Eutrochium используются в неформальных, ландшафтных садах, где высаживаются большими массивами в сочетании с крупными злаками и другими многолетниками. Могут использоваться в качестве вертикальной доминанты.
В смешанных цветниках могут высаживаться с гармонирующими по окраске астильбами, эхинацеями и клопогонами, контрастирующими гелениумами, рудбекиями и бузульниками. Высаженные группами помогают изящно скрывать заборы и постройки.
Привлекают бабочек. Красивоцветущие сорта подходят для составления букетов, срезка долго сохраняется в воде. Неприхотливы и выносливы — практически не страдают от вредителей и болезней. Любят дренированные влажные почвы со средним плодородием, длина стеблей зависит от увлажнённости.
Размножение: семенами, черенками, делением куста осенью и весной. Прикорневые черенки нарезают рано весной, стеблевые в первой половине лета. Всходы семян мелкие, поэтому рекомендуется посев в защищённом грунте. Цветение наступает на второй-третий год.